# Елвін Вільямс
Елвін Леон Вільямс (молодший) (англ. Alvin Leon Williams Jr.; нар. 6 серпня 1974, Філадельфія, Пенсільванія, США) — американський професійний баскетболіст, що грав на позиції розігруючого захисника за декілька команд НБА. Згодом — баскетбольний тренер.

## Ігрова кар'єра
На університетському рівні грав за команду Вілланова (1993—1997).
1997 року був обраний у другому раунді драфту НБА під загальним 47-м номером командою «Портленд Трейл-Блейзерс». Професійну кар'єру розпочав 1997 року виступами за тих же «Портленд Трейл-Блейзерс», захищав кольори команди з Портленда півроку.
З лютого 1998 по 2006 рік грав у складі «Торонто Репторз». 26 липня 2006 року був відрахований зі складу команди.
20 січня 2007 року підписав 10-денний контракт з «Лос-Анджелес Кліпперс».

## Тренерська робота
2009 року став асистентом головного тренера команди «Торонто Репторз», в якій пропрацював до 2012 року.